# Place de Béthune
La place de Béthune est un espace public urbain de la commune de Lille dans le département français du Nord en région Hauts-de-France.

## Situation et accès
La place de Béthune est située dans le quartier de Lille-Centre entre la rue de Béthune et la place Richebé. 
Elle donne accès, côté nord-est (rue de Béthune), à la rue de l’Hôpital-Militaire et à la place du Vieux-Marché-aux-Chevaux, côté sud-ouest à la rue Gombert et à la place du Vieux-Marché-aux-Chevaux.
Elle est desservie par la station République - Beaux-Arts de la ligne 1 du métro de Lille.

## Origine du nom
La place tire son nom de l’ancienne porte de Béthune (porte Notre-Dame avant 1793) à son emplacement. Cette porte donnait accès à la route de  Béthune à Wazemmes, actuelle rue Gambetta, qui était également dénommée suivant les époques rue de Lille ou rue Notre-Dame. 

## Historique
La place est ouverte en 1607 lors de l’agrandissement de Lille au sud-ouest en 1603-1607 qui remplace la porte du Molinel qui était située à l’angle de la rue du Molinel et de la rue de l’ABC (actuelle rue de la Riviérette) par la porte Notre-Dame. 
La place est située à l’entrée de la porte de Béthune ou porte Notre-Dame  à la limite de l’actuelle place Richebé.
Elle était dénommée place Notre-Dame, ainsi que  la porte Notre-Dame et la rue Notre-Dame, actuelle rue de Béthune, parce qu’elles étaient sur le parcours suivi par les pèlerins vers la chapelle Notre-Dame-de-Réconciliation à Esquermes. 
Elles sont renommées place, porte et rue de Béthune en 1793 
.
Le rempart de part et d’autre de cette porte longeait l’extérieur des actuelles rues Gombert (contour de la Piquerie avant l'agrandissement de Lille en 1858) et Jeanne-Maillotte (ancienne rue du Moulin Delevallée). 

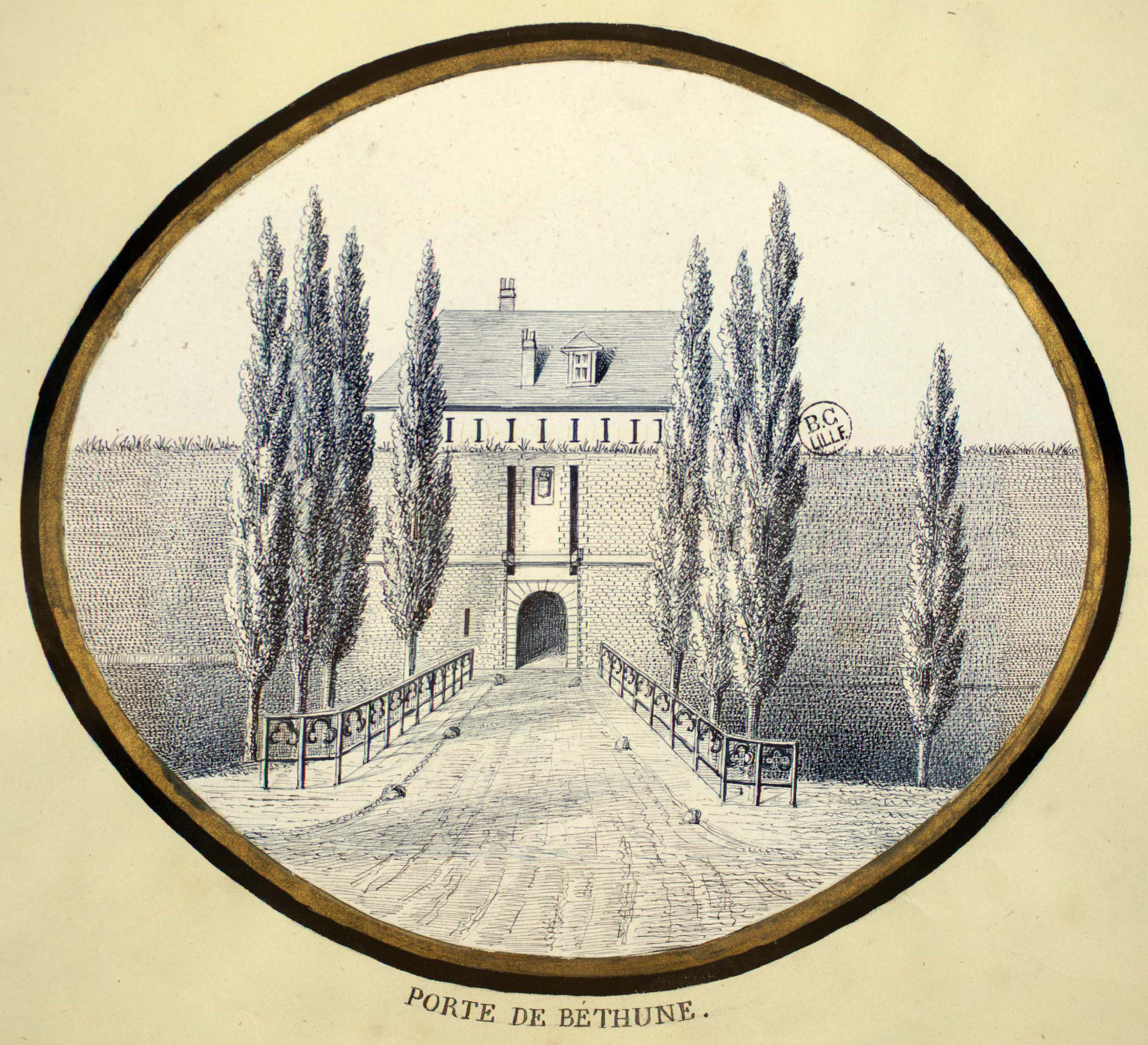
Porte Notre-Dame côté campagne. L'illustration est à l'emplacement de l'actuelle place Richebé.
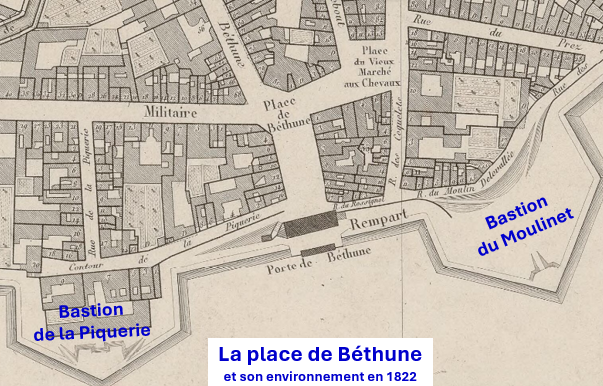
Porte et place de Béthune dans leur environnement en 1822

À la suite de l’agrandissement de Lille de 1858, la porte de Béthune et le rempart sont détruits.
La place Richebé est aménagée à l’emplacement de ces anciens remparts.
La place de Béthune est dévastée avec les voies environnantes lors des bombardements du siège de 1914. La plupart des bâtiments qui entourent la place datent de la reconstruction des années 1920.

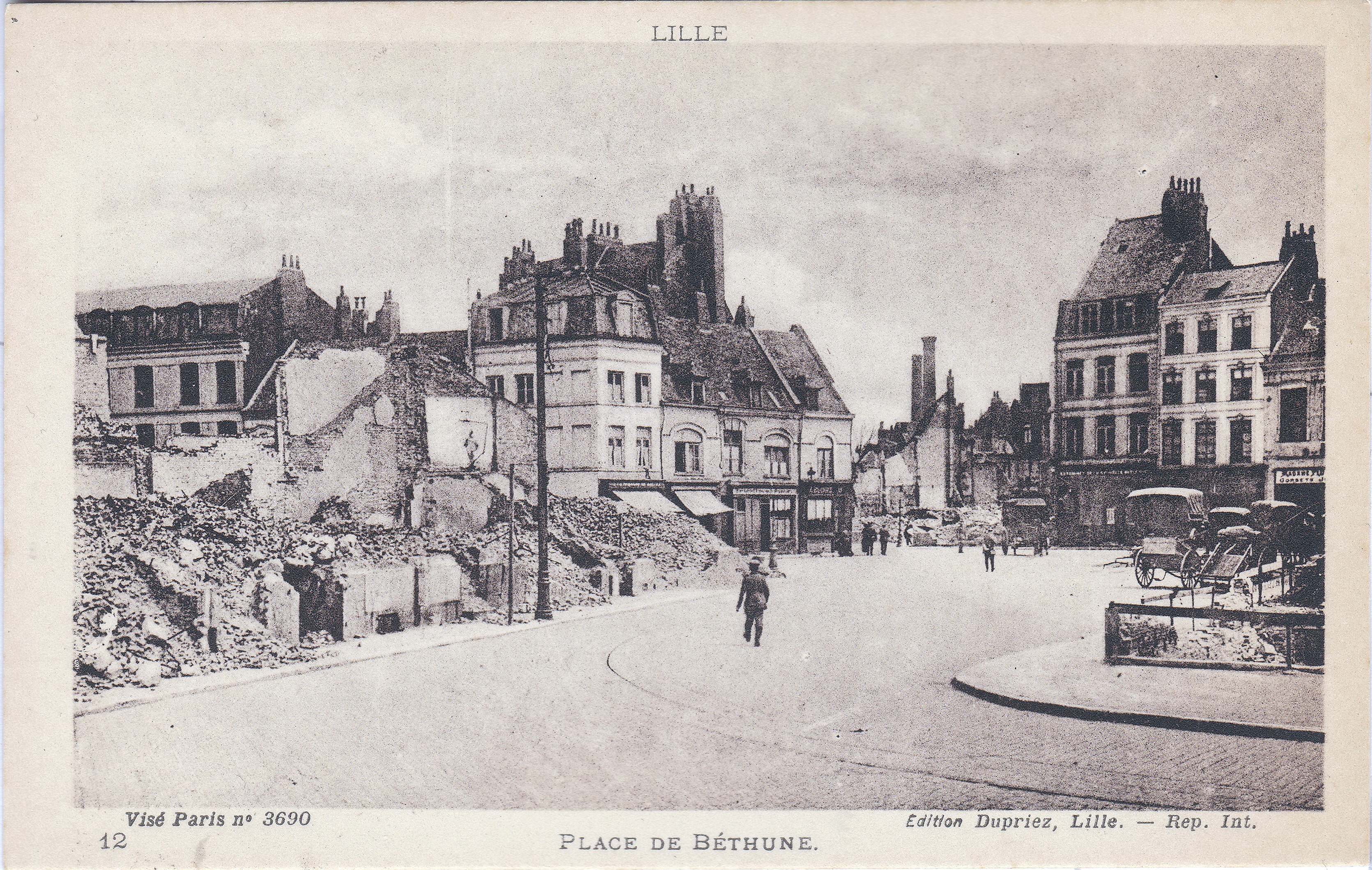
Destructions de 1914
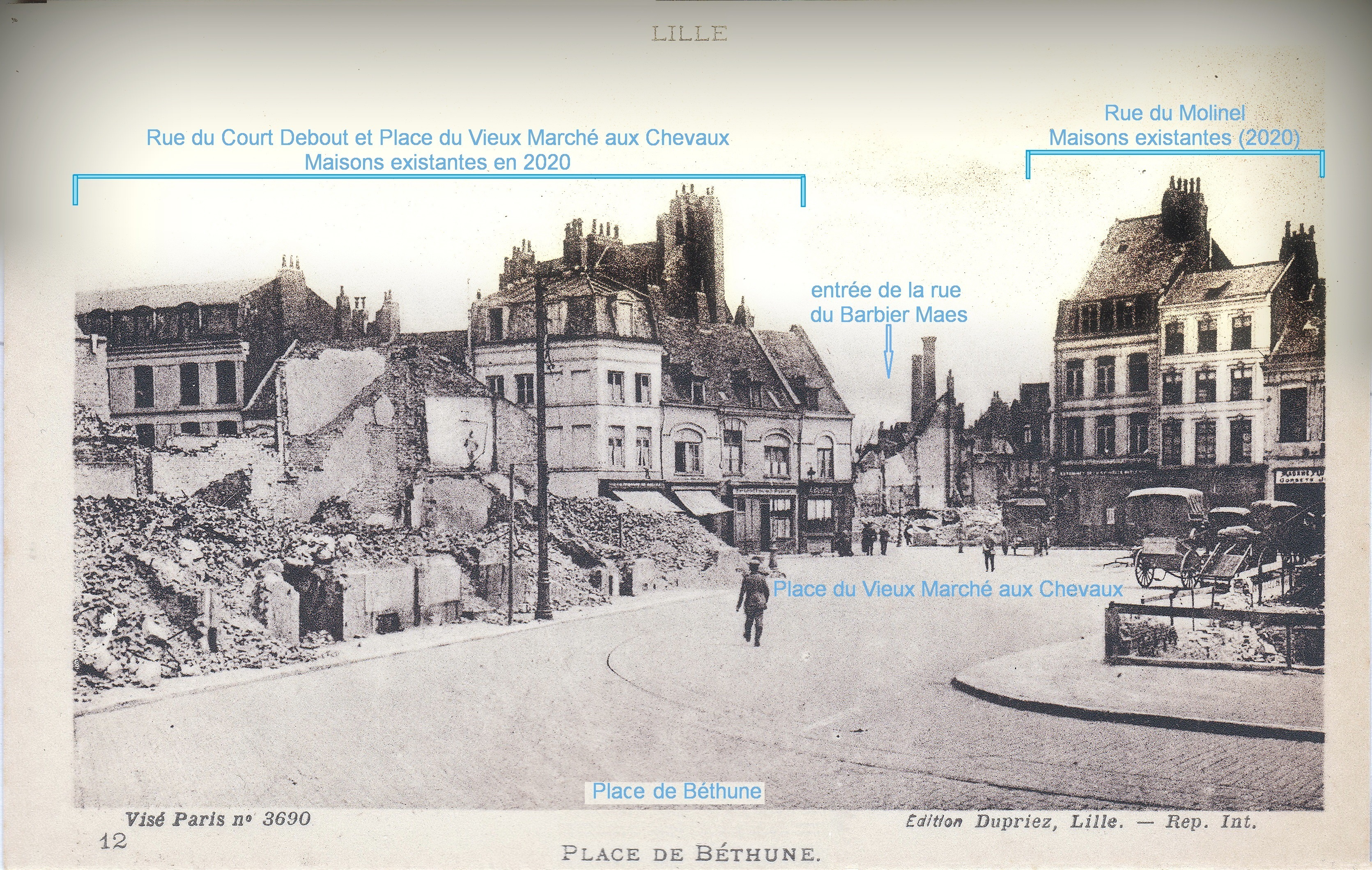
Destructions de 1914 de la place et de ses environs

La place était parcourue par la voie unique des lignes de tramway E de 1940 à 1963 et B jusqu'en 1966  dans le sens nord-sud, la voie dans l'autre sens en direction de la gare passant par la rue du Molinel.

## La place de Béthune auXXIesiècle
La place de Béthune est un espace piétonnier très animé, lieu de passage entre la rue de Béthune et les places Richebé et de la République, entouré de nombreux commerces. 